# Plešivo
Plešivo este o localitate din comuna Brda, Slovenia, cu o populație de 234 de locuitori.